# Z (رمز عسكري)
"Z" هو أحد الرموز العديدة المرسومة على المركبات العسكرية للقوات المسلحة الروسية المشاركة في الغزو الروسي لأوكرانيا عام 2022.
تم استخدام الرمز في الثقافة الشعبية الروسية كدليل على دعم الغزو. يعد عرض أي من الرموز على المركبات في الأماكن العامة أمرًا غير قانوني في كازاخستان.

## الرموز
صرحت وزارة الدفاع الروسية على إنستغرام بأن رمز "Z" هو اختصار لعبارة «النصر» ((بالروسية: За победу)‏، za pobedu)،  بينما يشير الرمز "V" إلى عبارة «قوتنا في الحقيقة» ((بالروسية: Сила в правде)‏، sila v pravde) و«المهمة سوف تكتمل» (بالروسية: Задача будет выполнена).
وفقًا للقوات المسلحة الأوكرانية، استخدمت القوات المسلحة الروسية الرموز والمعاني التالية أثناء الغزو الروسي لأوكرانيا عام 2022:
- Z: القوات الروسية من المنطقة الشرقية
- Z (في مربع): القوات الروسية من القرم
- O: قوات من بيلاروس
- V: مشاة البحرية
- X: قوات من الشيشان
- A: القوات الخاصة بما في ذلك وحدة الاستجابة السريعة الخاصة ومجموعة ألفا وقوات العمليات الخاصة

اكتسب الغزو لقب «عملية زد».
تفسير آخر أقل تأكيدًا هو استخدام الكلمة الروسية لكلمة «الغرب» ((بالروسية: Запад)‏، zapad)، إما لتعيين المنطقة العسكرية الغربية أو المشاة المتجه إلى الغرب أو بشكل عام للتأكيد على طموحات الكرملين الإمبريالية. وتجدر الإشارة إلى مناورات زاباد العسكرية المشتركة بين بيلاروس وروسيا قبل الغزو.

## الاستعمال

### الاستخدام العسكري
وفقًا لوزارة الدفاع الروسية، فإن الرمز "Z" يعني «النصر». افترض بعض الخبراء العسكريين أن الرموز هي علامات تعريف مستخدمة لتقليل النيران الصديقة، وقارنوا الرموز بخطوط الغزو المستخدمة في عمليات الإنزال في نورماندي خلال الحرب العالمية الثانية. توقع خبراء عسكريون آخرون أن الرموز تُستخدم للمساعدة في التمييز بين فرق العمل المختلفة عن بعضها البعض، حيث قال مايكل كلارك، المدير السابق لمعهد رويال يونايتد للخدمات: «غالبًا ما تكون هذه الرموز قائمة على الموقع: سيتواصلون مع المكان الذي تتجه إليه الوحدة» ويشير إلى استخدام الجيش الأمريكي لشيفرون أثناء غزو العراق عام 2003.

### استخدم كرمز مؤيد للحرب
استعمل مدنيون مؤيدون للغزو الرمز "Z" كرمز لدعم القوات الروسية. أدرجت قنوات تيليجرام الموالية للكرملين الحرف "Z" في أسمائها منذ بداية الغزو. باعت شبكة آر تي سلعًا تحمل الرمز كإظهار لدعم القوات الروسية، غالبًا بنسيج مأخوذ من شريط القديس جاورجيوس، بينما خرجت في عدة أجزاء من روسيا تجمعات لدعم الغزو مبرزة الرمز.
قال كامل جاليف من مركز وودرو ويلسون الدولي للعلماء إن «الرمز الذي تم اختراعه قبل أيام قليلة أصبح رمزًا للأيديولوجية الروسية الجديدة والهوية الوطنية». وصف بعض النقاد الحرف "Z" على أنه أحد أشكال الرمزية النازية. أدان وزير الدفاع الأوكراني أوليكسي ريزنيكوف استخدام رمز "Z" في 7 مارس.

## التاريخ
عرضت المركبات الروسية على طول الحدود الروسية الأوكرانية رمز "Z" خلال الأزمة الروسية الأوكرانية 2021-2022 في الأسابيع التي سبقت الغزو. خلال معركة خاركيف، استخدم السكان المحليون رموز "Z" لتحديد المركبات الروسية وتتبع مواقعها على تيليجرام.
في كازاخستان، يُحظر عرض الرموز العسكرية على المركبات في الأماكن العامة، حيث تنص إدارة الشرطة صراحة على أن الرموز "Z" و V" و"O" غير مسموح بها. تبلغ غرامة المخالفة 15,315 تنغي (40.01 دولارًا أمريكيًا).
أثناء مشاركته في سلسلة كأس العالم للجمباز الفني 2022 أثناء الغزو، ارتدى لاعب الجمباز الروسي إيفان كولياك قميصًا عليه رمز "Z" أثناء وقوفه بجانب لاعبة الجمباز الأوكرانية إيليا كوفتون على المنصة. شجب الاتحاد الدولي للجمباز «السلوك الصادم» لكولياك وذكر أنه سيطلب «إجراءات تأديبية» ضد كولياك. في 7 مارس، حظر الاتحاد الدولي للجمباز لاعبي الجمباز والمسؤولين الروس والبيلاروسيين من المشاركة في مسابقاته.